# Mammillaria guerreronis
Mammillaria guerreronis är en kaktusväxtart som först beskrevs av Bravo, och fick sitt nu gällande namn av Boed. Mammillaria guerreronis ingår i släktet Mammillaria och familjen kaktusväxter. Inga underarter finns listade i Catalogue of Life.

## Bildgalleri

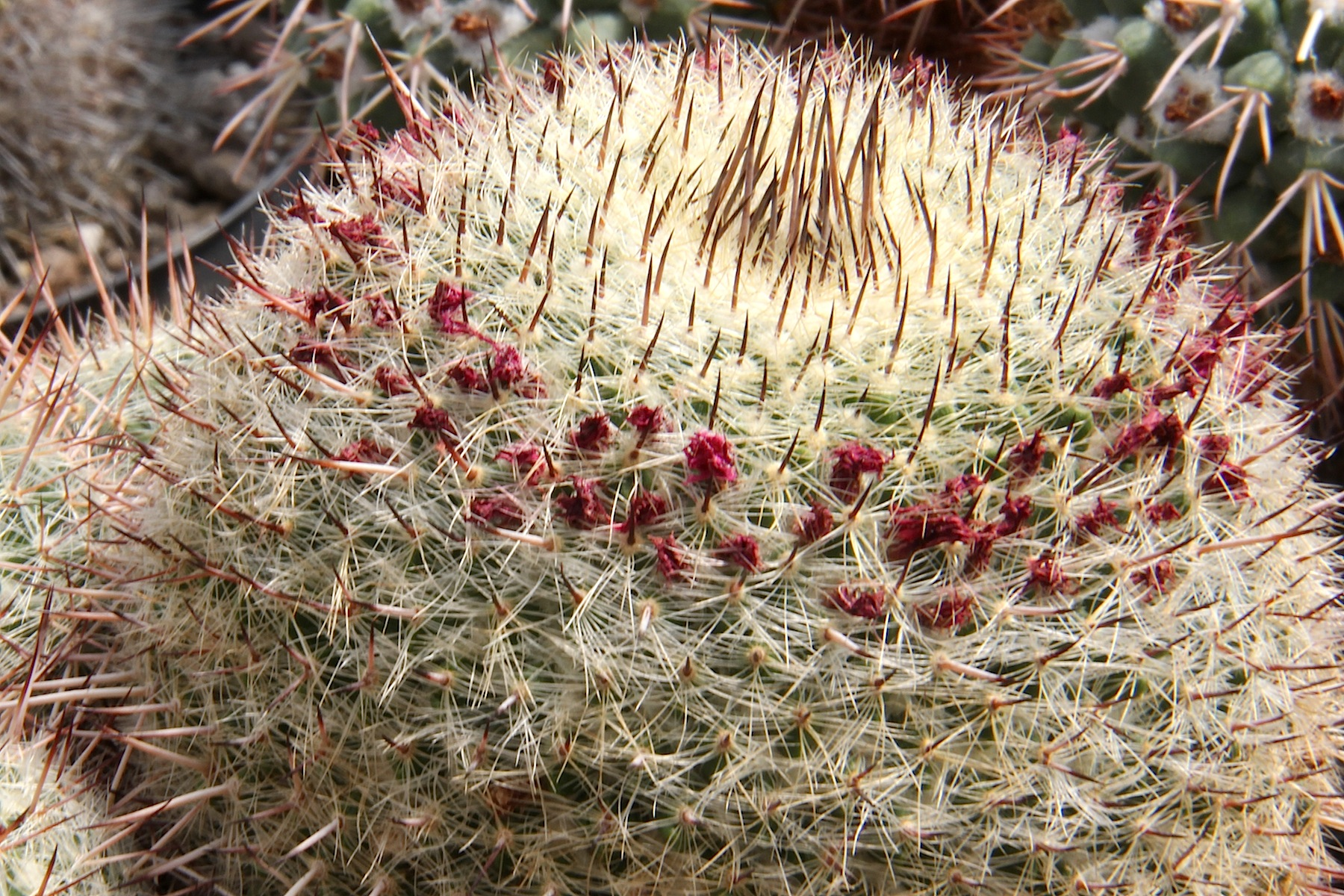
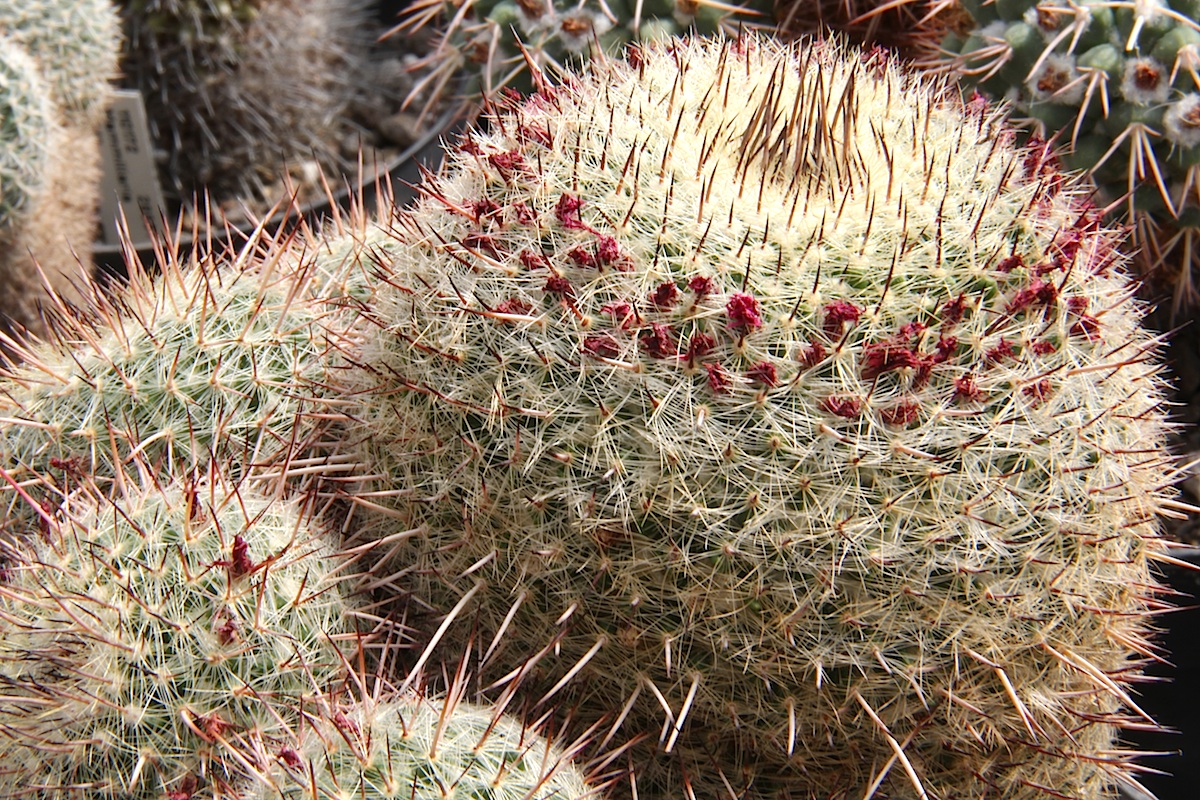